# Corydalis ecalcarata
Corydalis ecalcarata là một loài thực vật có hoa trong họ Anh túc. Loài này được (Z.Y.Su) Y.H.Zhang mô tả khoa học đầu tiên năm 1990.